# Saprosites kapitensis
Saprosites kapitensis är en skalbaggsart som beskrevs av Rudolph Petrovitz 1973. Saprosites kapitensis ingår i släktet Saprosites och familjen Aphodiidae. Inga underarter finns listade i Catalogue of Life.